# Смолюховський (місячний кратер)
Кра́тер Смолюхо́вський (лат. Smoluchowski) — великий стародавній метеоритний кратер у північній півкулі зворотного боку Місяця. Назву присвоєно на честь польського фізика-теоретика Мар'яна Смолюховського (1872—1917) й затверджено Міжнародним астрономічним союзом у 1970 році. Кратер утворився у нектарському періоді.

## Опис кратера
Кратер Смолюховський перекриває північну частину валу у чаші кратера Почобут. Іншими найближчими сусідами кратера є кратер Зігмонді на заході; кратер Панет, що прилягає до північно-східної частини валу кратера Смолюховський і кратер Омар Хаям на заході південному заході. Селенографічні координати центру кратера 60°13′ пн. ш. 96°55′ зх. д. / 60.22° пн. ш. 96.91° зх. д., діаметр 84,3 км, глибина 2,8 км.
Кратер Смолюховський має близьку до циркулярної форму і зазнав значних руйнувань. Вал згладжений, у південній частині перекритий групою кратерів різного розміру, північна частина валу прорізана коротким ланцюжком кратерів у напрямі кратера Панет, по дотичній до північної частини валу проходить вузька ущелина. Внутрішній схил нерівномірний за шириною, значно ширший у північно-східній частині, із згладженими залишками терасоподібної структури, у південно-східній частині перекритий групою кратерів. Висота вала над навколишньою місцевістю сягає 1380 м, об'єм кратера становить приблизно 6450 км³. Дно чаші є відносно рівним, у південній частині відзначене великим кратером.
Незважаючи на розташування на зворотному боці Місяця за сприятливої лібрації кратер доступний для аматорського спостереження із Землі, однак під низьким кутом та зі спотворенням форми.

## Сателітні кратери
| Смолюховський | Координати                                                | Діаметр, км |
| ------------- | --------------------------------------------------------- | ----------- |
| F             | 59°58′ пн. ш. 90°49′ зх. д. / 59.97° пн. ш. 90.82° зх. д. | 33,8        |
| H             | 59°15′ пн. ш. 92°50′ зх. д. / 59.25° пн. ш. 92.84° зх. д. | 39,8        |

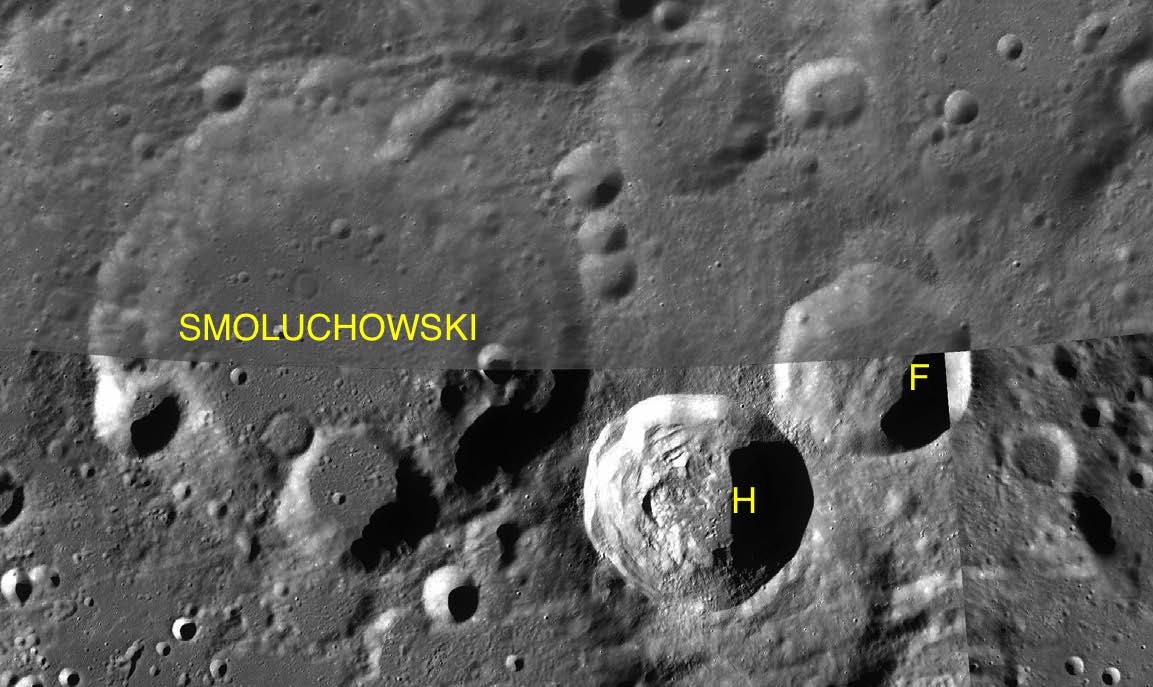
Фрагмент мапи LAC-21.

- Утворення сателітного кратера Смолуховський H відбулося у пізньоімбрійському періоді[1].